# Kaarlo Koskelo
Kaarlo Koskelo (n. 12 aprilie 1888, Kotka, Marele Principat al Finlandei, Imperiul Rus – d. 21 decembrie 1953, Astoria⁠(d), Oregon, SUA) a fost un luptător ce a reprezentat Finlanda, medaliat olimpic. A participat la o ediție a Jocurilor Olimpice (1912) în care a câștigat o medalie de aur.

## Participări
Lista de mai jos prezintă principalele competiții la care a participat Kaarlo Koskelo de-a lungul carierei.
- wrestling at the 1912 Summer Olympics – men's Greco-Roman featherweight[*]